# Hystrix crassispinis
Hystrix crassispinis là một loài động vật có vú trong họ Nhím lông Cựu Thế giới, bộ Gặm nhấm. Loài này được Günther mô tả năm 1876.

## Hình ảnh

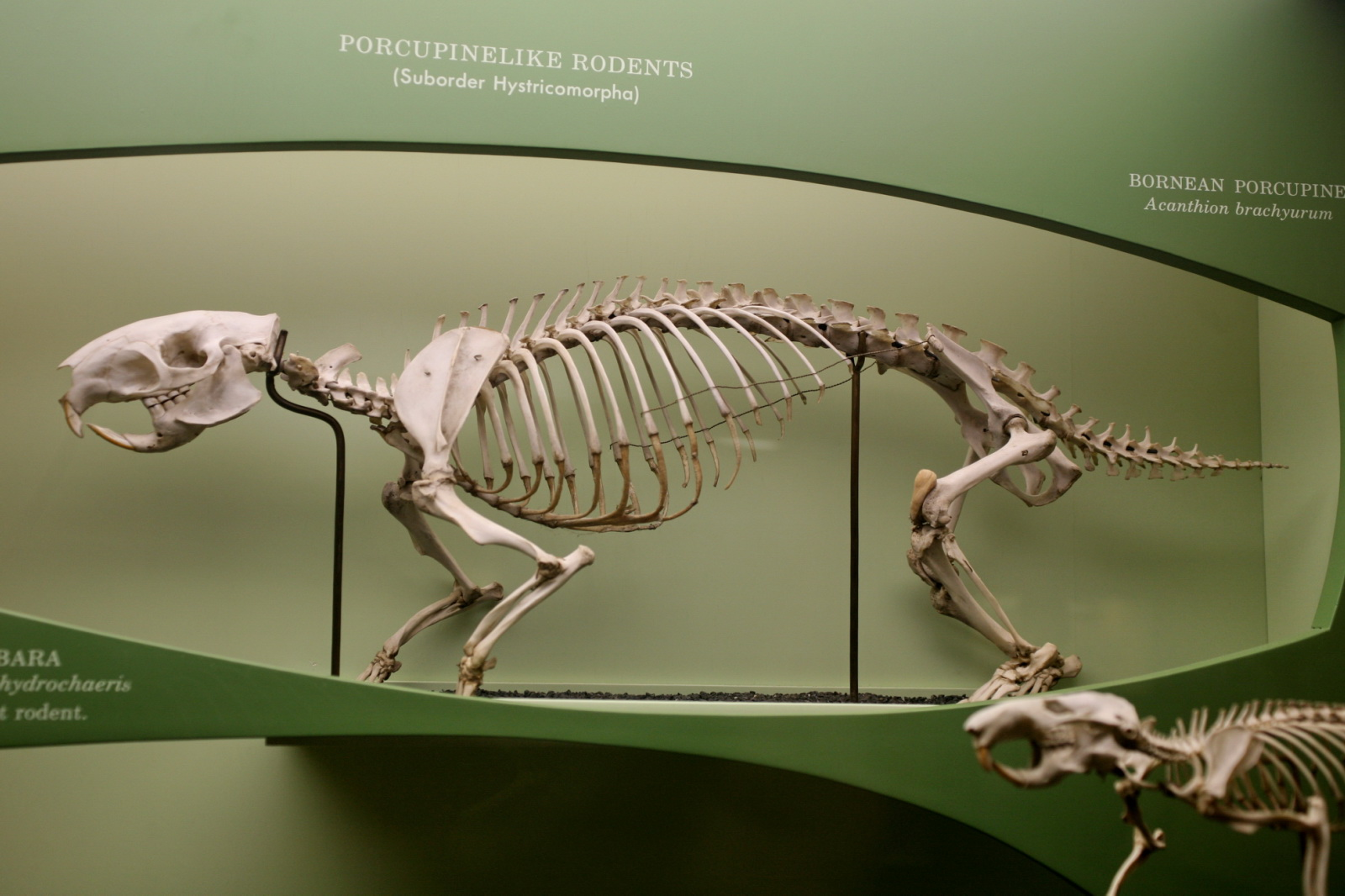